# روكسان باليت
روكسان باليت (بالإنجليزية: Roxanne Pallett)‏، من مواليد 26 ديسمبر 1982 هي ممثلة إنجليزية ومُقدمة أخبار سابقة.

## مسار المهني
درست في مدرسة روبرت فيرغسون الابتدائية ومدرسة ترينيتي، ثم حصلت على درجة البكالوريوس بــمرتبة الشرف في الإعلام، وتخصصت في دراسات السينما من جامعة ليفربول. ودرست في مدرسة مانشستر للشاشة بالنيابة في عامها الأخير في الجامعة، وشاركت في تشكيل فرقة فتاة أوربان آنجل، حيث كتبت أغاني لهم مع عضو منتجة سابقًا بدات مشوارها الفني عام 2005 وشاركت في عدة أعمال المختلفة.

## حياتها
ولدت في كارلايل، كمبريا وترعرعت في شمال إنجلترا مع والدتها وجدتها.. وكان جدها إيطالي ووالدها إيراني.

## روابط خارجية
- روكسان باليت على موقع IMDb (الإنجليزية)
- روكسان باليت على موقع قاعدة بيانات الفيلم (الإنجليزية)